# Huang Xingguo

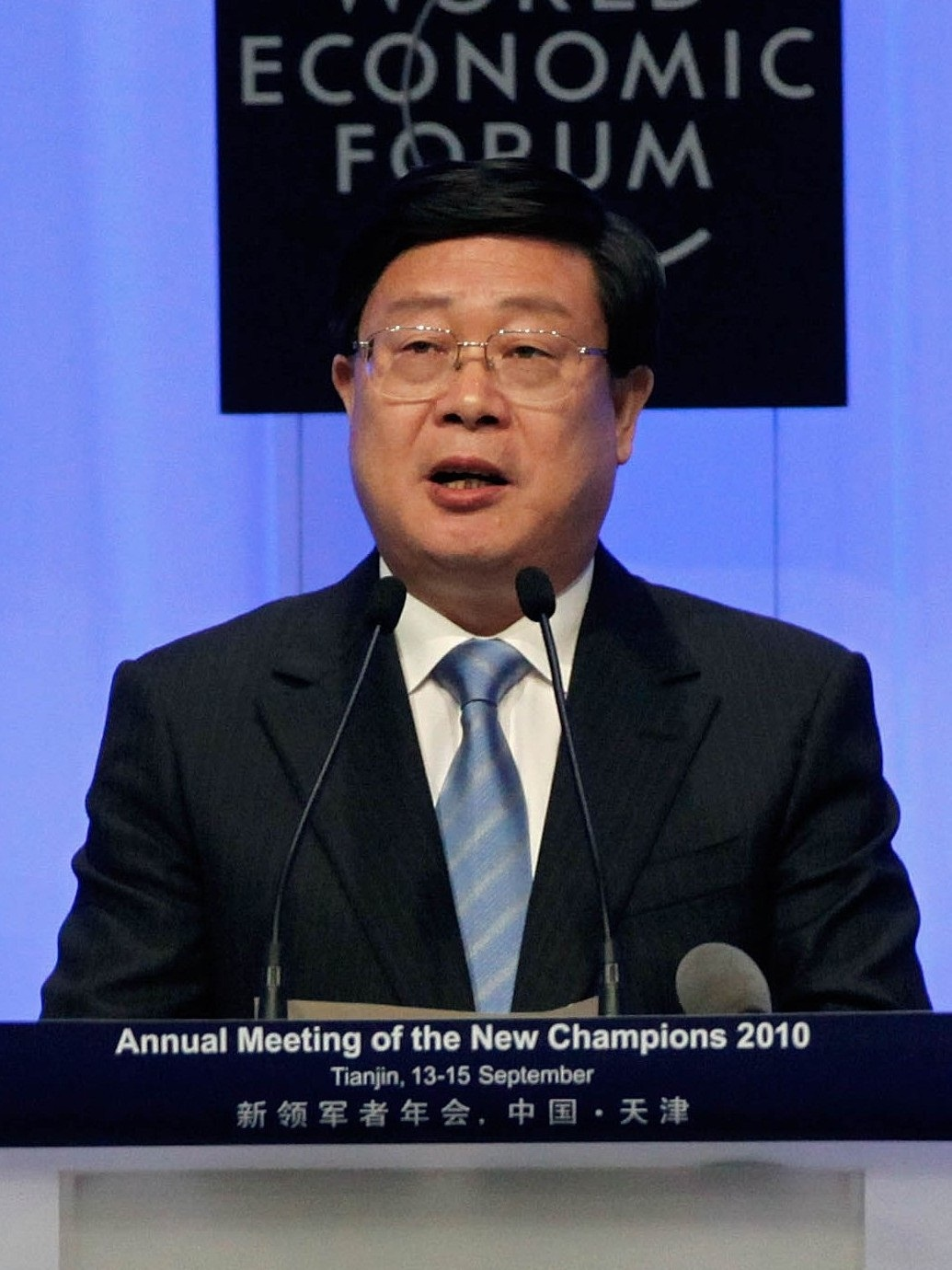
Huang Xingguo (2010)

Huang Xingguo (chinesisch 黄兴国; * Oktober 1954 in Xiangshan, Zhejiang) ist ein ehemaliger chinesischer Politiker der Kommunistischen Partei Chinas (KPCh), der unter anderem zwischen 2007 und 2016 Bürgermeister von Tianjin sowie zugleich von 2014 bis 2016 Sekretär des Parteikomitees von Tianjin war. Wegen des Verdachts schwerer Disziplinarverstöße wurde er 2016 von seinen Ämtern entfernt, am 4. Januar 2017 aus der KPCh ausgeschlossen und im September 2017 – im Kontext der Explosionskatastrophe von Tianjin 2015 – wegen Korruption zu zwölf Jahren Haft verurteilt.

## Leben
Huang Xingguo war Absolvent eines berufsbegleitenden Aufbaustudiums, das von der Parteischule des Zentralkomitees der KPCh angeboten wurde. Nach deren Abschluss war er zwischen 1972 und 1973 zunächst stellvertretender Sekretär des Parteikomitees der Volkskommune Xiaotang im Kreis Xiangshan, wobei er erst 1973 Mitglied der Kommunistischen Partei Chinas (KPCh) wurde. Danach war er zwischen 1973 und 1976 stellvertretender Sekretär des Komitees des Kommunistischen Jugendverbandes Chinas im Kreis Xiangshan und absolvierte zudem die Zentrale Parteihochschule. Er war von 1982 bis 1984 Leiter der Abteilung Propaganda des Parteikomitees im Kreis Xiangshan sowie daraufhin zwischen 1984 und 1985 zunächst stellvertretender Sekretär, ehe er von 1985 bis 1989 Sekretär des Parteikomitees im Kreis Xiangshan war. Daraufhin fungierte er zwischen 1989 und 1990 erst als stellvertretender Sekretär sowie von 1990 bis 1994 als Sekretär des Parteikomitees der Präfektur Taizhou. Er war anschließend zwischen 1994 und 1996 Sekretär des Parteikomitees der bezirksfreien Stadt Taizhou.
Huang absolvierte daneben zwischen 1995 und 1998 ein Studium an der Juristischen Fakultät der Zentralen Parteihochschule sowie zugleich von 1995 und 1996 die Ausbildungsklasse für junge Kader der Zentralen Parteihochschule. Er war in dieser Zeit zudem von 1996 bis 1998 Generalsekretär der Volksregierung der Provinz Zhejiang. Danach war er zwischen 1998 und 2003 in Personalunion Vizegouverneur der Provinz Zhejiang, Sekretär des Parteikomitees von Ningbo sowie ferner Mitglied des Ständigen Ausschusses des Parteikomitees der Provinz Zhejiang. Auf dem XVI. Parteitag der Kommunistischen Partei Chinas wurde er 2002 Kandidat des Zentralkomitees (ZK) der Kommunistischen Partei Chinas und 2007 auf dem XVII. Parteitag als solcher bestätigt. Er bekleidete von 2003 bis 2014 den Posten als stellvertretender Sekretär des Parteikomitees von Tianjin und bekleidete ferner zwischen 2003 und 2007 das Amt des Vize-Bürgermeisters von Tianjin.
Am 28. Dezember 2003 löste Huang Dai Xianglong auch als Bürgermeister von Tianjin ab und bekleidete das Amt bis zum 14. September 2016, woraufhin Wang Dongfeng sein Nachfolger wurde. Auf dem XVIII. Parteitag der KPCh wurde er 2012 zudem Mitglied des ZK der KPCh. Am 30. Dezember 2014 wurde er des Weiteren als Nachfolger von Sun Chunlan auch Sekretär des Parteikomitees von Tianjin. Im September 2016 wurde gegen ihn wegen des Verdachts schwerer Disziplinarverstöße ermittelt, woraufhin er von seinen Ämtern entfernt wurde. Sein Nachfolger als Bürgermeister von Tianjin wurde daraufhin am 14. September 2016 Wang Dongfeng, während Li Hongzhong am 13. September 2016 sein Nachfolger als Sekretär des Parteikomitees von Tianjin wurde. Am 4. Januar 2017 wurde er aus der KPCh ausgeschlossen.
Im September 2017 wurde Huang Xingguo, der zur Zeit der Explosionskatastrophe von Tianjin 2015 amtierender Bürgermeister und Vorsitzende des Katastrophenhilfekomitees, zu 12 Jahren Haft wegen Korruption verurteilt.